# David S. Walker

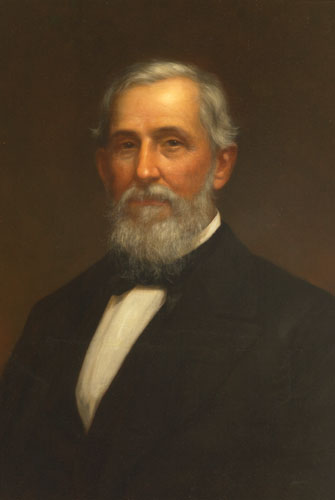
David S. Walker.

David Shelby Walker, född 2 maj 1815 nära Russellville, Kentucky, död 20 juli 1891 i Tallahassee, Florida, var en amerikansk politiker och jurist. Han var guvernör i Florida 1865-1868.
Walker inledde sin politiska karriär som whig och var ledamot av delstatens första senat 1845.
Walker var knownothings kandidat i guvernörsvalet i Florida 1856. Han förlorade mot demokraten Madison S. Perry. Före amerikanska inbördeskriget var han med i Constitutional Union Party och motsatte sig Floridas utträde ur USA.
Walker var domare i Floridas högsta domstol 1860-1865. Han tjänstgjorde som guvernör under de första åren av nordstaternas ockupation som konservativ. Han efterträddes 1868 som guvernör av Harrison Reed.